# Геологія Ефіопії
Геологія Ефіопії

## Основні геологічні структури
У геологічній будові Ефіопії виділяють три структурних поверхи:
- докембрійський фундамент,
- платформний чохол
- кайнозойський рифтовий комплекс.

### Докембрійський фундамент
Докембрійський фундамент належить до Мозамбіцького рухливого поясу Східної Африки. Він оголений в південній, західній і північній провінціях країни. Складений архейським (ґнейси і мігматити) та ранньопротерозойським (кварцити, слюдяні та графітові сланці, мармури) комплексами. Масиви розділені складчастими поясами Західної Ефіопії і Адоли, що є відгалуженнями піздньопротерозойського складчастого пояса Червоного моря. У складчастих поясах виділяються офіолітові асоціації (ультрабазити, габроїди, амфіболіти, метавулканіти), глибоководні піщано-глинисті осади, вапняно-лужні вулканічні комплекси. З останніми асоціюють інтрузії діорит-ґранодіоритового складу. Всі ці утворення характерні для пізньокембрійської околиці Східної Африки. Зі складчастими поясами пов'язані сульфідна мідно-цинкова мінералізація колчеданного типу, родовищ руд золота і рідкісних металів.

### Платформний чохол
В основі платформного чохла залягають флювіальні та гляціальні товщі верхнього палеозою-тріасу (потужність 300—400 м), що є аналогами системи Карру Південно-Східної Африки. Ці відклади заповнюють ерозійні й тектонічні депресії (найбільша — Огаденський ґрабен в Східній Ефіопії). Вище залягають глинисто-карбонатні прибережні і мілководні юрські і нижньокрейдові осади. На сході країни (Огаден) розріз доповнений прибережно-лагунними відкладами верхньої крейди і карбонатними товщами палеоцену — середнього еоцену. На заході (Центральний басейн) потужність осадового чохла 1—1,5 км, на сході — до 5—6 км (в Огаденському ґрабені-авлакогені, де відомі промислові родовища газу).

### Кайнозойський рифтовий комплекс
Кайнозойська структура включає Ефіопське і Сомалійське плато, які підняті в пліоцен-четвертинний період та розділяючу їх рифтову зону. Плато складені олігоцен-міоценовими базальтами та увінчані вулканами (Мегезес, Рас-Дашен, Чілало, Бадда та ін.), активність яких пов'язана з ранньою стадією рифтогенезу. Рифтова зона включає Афарську депресію і Ефіопський рифт, які сформувалися протягом останніх 15 млн років. Афарська депресія має трикутну форму, заповнена слабколужними і толеїтовими базальтами. Тут з'єднуються Червономорський, Аденський і Ефіопський рифти. Земна кора в районі Афара потоншена у 2—3 рази, в осьових хребтах відбувається нарощування нової базальтової кори («розсіяний спрединг»). Ефіопський рифт є ґрабеном довжиною 500 км і шириною 50—80 км зі ступінчасто-скидовими бортами. Він заповнений в основному туфами та ігнімбритами лужних ріолітів, менше — озерними відкладами. Сучасне розсування в межах Ефіопського рифту відбувається в осьових зонах, де спостерігаються тріщинні виливи базальтів, концентруються ріолітові стратовулкани.